# Ochrona roślin
Ochrona roślin – dział produkcji roślinnej, którego celem jest zapobieganie obniżaniu plonów przez agrofagi oraz zabezpieczenie ziemiopłodów w magazynach. Wspomagana jest przez fitopatologię, entomologię i herbologię. W ochronie roślin stosuje się metody:
- chemiczne,
- agrotechniczne,
- mechaniczne,
- fizyczne,
- biologiczne,
- hodowlane,
- integrowane,
- kwarantannę.

Coraz większego znaczenia nabiera integrowana ochrona roślin, polegająca na łączeniu ww. metod przydatnych pod względem gospodarczym, ekologicznym i toksykologicznym, jak najlepiej powiązanych, w celu utrzymania liczebności agrofagów poniżej progu ekonomicznej szkodliwości, przy czym pierwszeństwo ma świadome wykorzystanie naturalnych czynników ograniczających. Integrowana ochrona roślin łączy wszystkie dostępne metody zwalczania agrofagów przy wykorzystaniu w jak największym zakresie naturalnych procesów samoregulacji zachodzących w agrocenozach i celowym wspomaganiu tych procesów. Podstawowy cel – jakim jest ograniczenie strat plonów – musi być łączony z celem minimalizacji zagrożeń dla konsumentów (pozostałości szkodliwych substancji chemicznych), zwierząt gospodarskich i środowiska przyrodniczego (ochrona wód, gleby i powietrza). Praktyczne zastosowanie integrowanej ochrony roślin wiąże się z wykorzystaniem wszelkich alternatywnych dla ochrony chemicznej metod zwalczania agrofagów. Wyróżnia się dwa rodzaje działań:
- działania pośrednie: opracowanie prawidłowego płodozmianu, wykorzystanie w jak największym zakresie odmian roślin odpornych i tolerancyjnych na patogeny i szkodniki, stosowanie mieszanin wewnątrz- i międzygatunkowych, ochrona organizmów pożytecznych.
- działania bezpośrednie: dobór ekologicznie bezpiecznych metod zwalczania agrofagów, w chemicznej ochronie wybór technik wykonywania zabiegów o możliwie najmniejszym zagrożeniu dla otoczenia, wykonywanie zabiegów chemicznych tylko po przekroczeniu ekonomicznych progów zagrożenia (szkodliwości), stosowanie selektywnych pestycydów, stosowanie pestycydów na ograniczonej powierzchni lub w niższych dawkach.

Podstawowym aktem prawnym w Polsce dotyczącym ochrony roślin jest ustawa z dnia 13 lutego 2020 r. o ochronie roślin przed agrofagami (Dz.U. z 2023 r. poz. 301).